# Massarina clionina
Massarina clionina är en svampart som beskrevs av Kaz. Tanaka, Sat. Hatak. & Y. Harada 2005. Massarina clionina ingår i släktet Massarina och familjen Massarinaceae.   Inga underarter finns listade i Catalogue of Life.